# Jasper Stuyven
Jasper Stuyven (* 17. April 1992 in Löwen) ist ein belgischer Radrennfahrer. Er gilt als Klassiker-Spezialist im Straßenradsport und konnte mit Mailand–Sanremo ein Monument des Radsports gewinnen.

## Sportliche Laufbahn
Jasper Stuyven wurde 2009 in seinem ersten Jahr in der Juniorenklasse Weltmeister im Straßenrennen. Im nächsten Jahr gewann er die Juniorenversion von Paris–Roubaix (Le Pavé de Roubaix) und er war bei je einem Teilstück der Driedaagse van Axel und 3 Giorni Orobica erfolgreich. Bei der UCI-Straßen-Weltmeisterschaften der Junioren 2010 holte er die Bronzemedaille. Weiters gewann er das belgische Eintagesrennen Remouchamps-Ferrières-Remouchamps (heute La Philippe Gilbert Juniors).
Mit dem Jahr 2011 stieg Stuyven in die Klasse U23 auf und musste sich bei Paris–Roubaix Espoirs nur dem Niederländer Ramon Sinkeldam geschlagen geben. Im Jahr 2012 erhielt er einen Vertrag beim UCI Continental Team Bontrager, für das er eine Etappe der Cascade Cycling Classic gewann. In der Saison 2013 gewann er die Gesamtwertung der Volta ao Alentejo sowie eine Etappe bei der Tour de Beauce. Weiter startete er in jenen Jahren zwei Mal bei der Tour de l’Avenir und wurde Dritter bei Lüttich–Bastogne–Lüttich Espoirs.

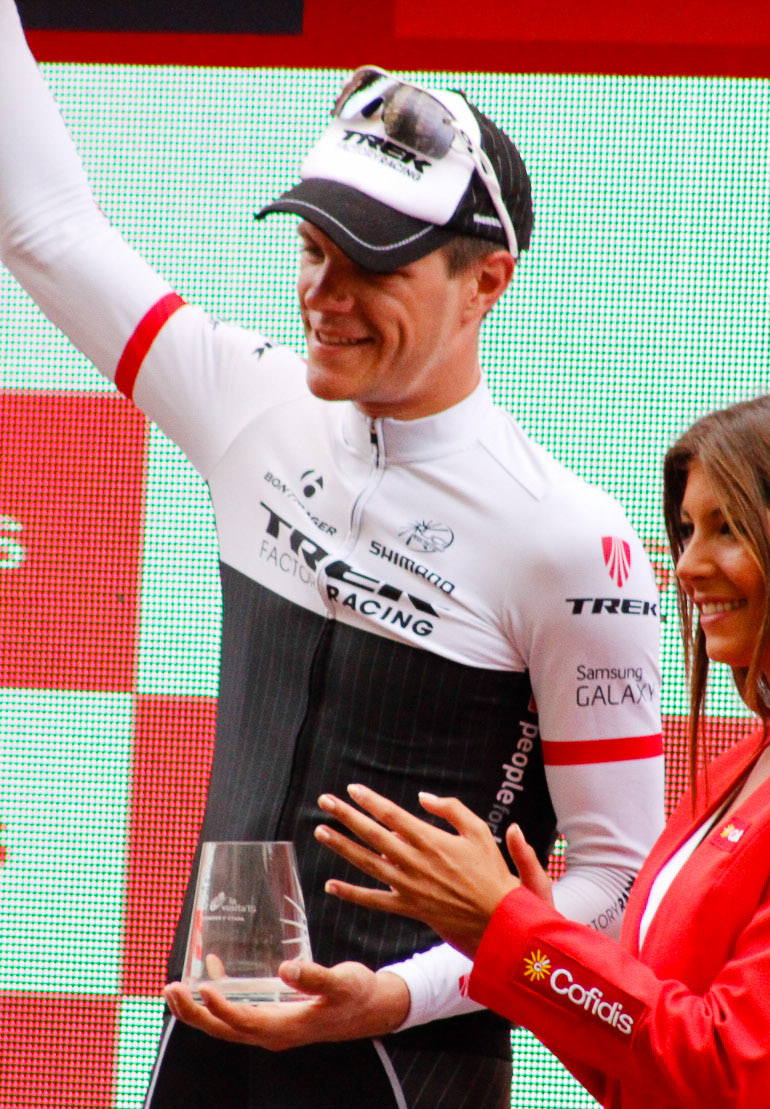
Jasper Stuyven gewinnt die 8. Etappe der Vuelta a España 2015

Im Jahr 2014 wechselte er zum UCI WorldTeam Trek Factory Racing. In seiner ersten Saison bestritt er zahlreiche Klassiker an der Seite von Fabian Cancellara und gab bei der Vuelta a España 2014 sein Grand-Tour-Debüt. Nach drei vierten Plätzen im Jahr 2014 gewann er bei der Vuelta a España 2015  trotz eines Kahnbeinbruchs die 8. Etappe im Massensprint, ehe er die Rundfahrt tags drauf verließ.

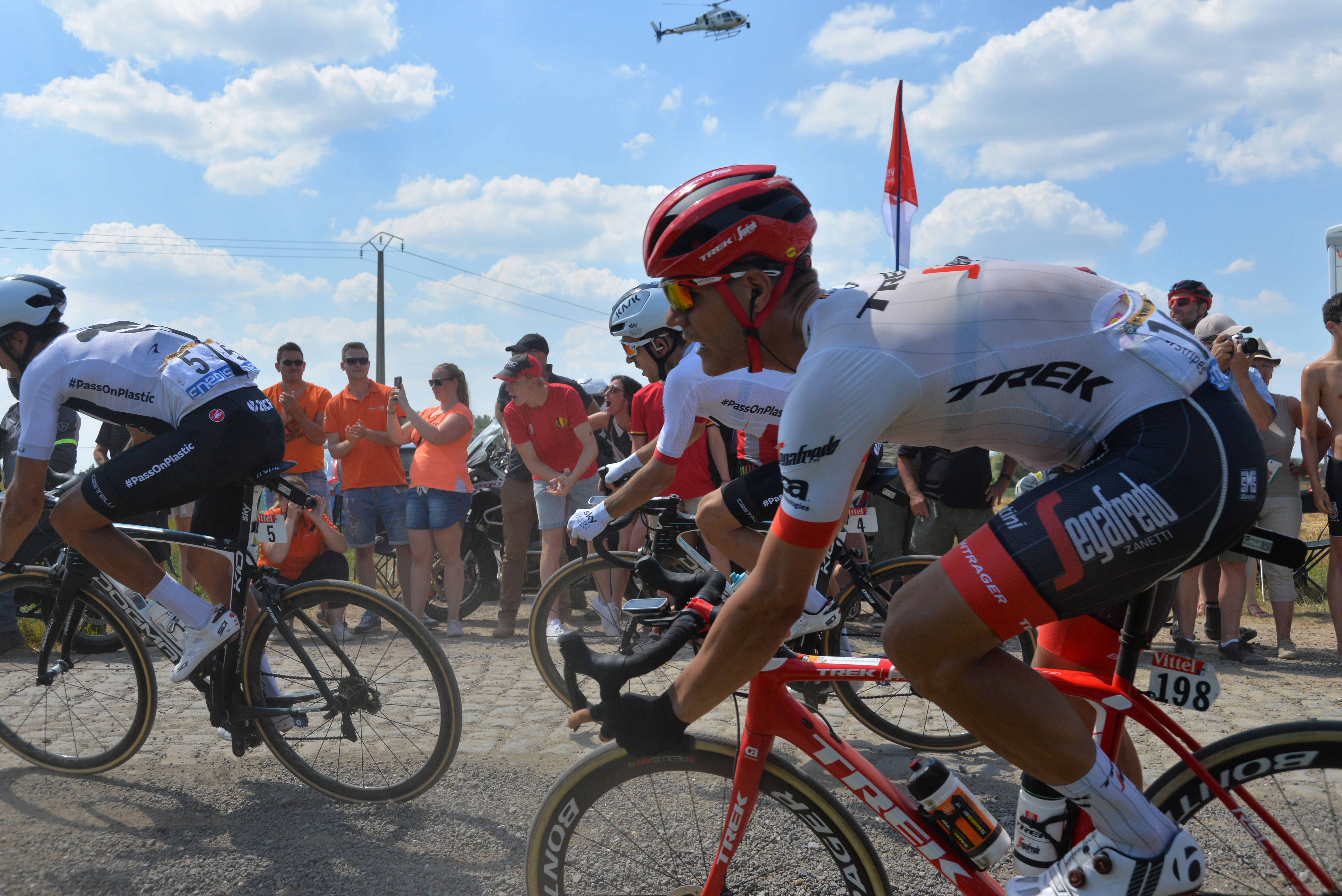
Jasper Stuyven auf der Kopfsteinpflaster-Etappe der Tour de France 2018

Mit dem Jahr 2016 stieg Jasper Stuyven neben Fabian Cancellara, der seine letzte Saison bestritt, zum Co-Kapitän bei den Klassikern auf. Nach Rang neun beim Omloop Het Nieuwsblad, gewann er Kuurne–Brüssel–Kuurne nach einem Solo über 17 Kilometer und zeigte im Anschluss auch beim E3 Harelbeke mit Platz fünf auf. Im selben Jahr ging er erstmals bei der Tour de France an den Start und belegte nach zwei sechsten Etappenrängen den 99. Gesamtrang. Im Jahr 2017 musste sich Jasper Stuyven im Sprint bei Kuurne–Brüssel–Kuurne nur dem Weltmeister Peter Sagan geschlagen geben, ehe er als Vierter nur knapp das Podium bei Paris–Roubaix verpasste. Mit dem Giro d’Italia 2017 ging der zwischenzeitlich 25-jährige Belgier auch bei der dritten der drei großen Landesrundfahrten an den Start. Auf der 6. Etappe belegte er im Sprint der Ausreißergruppe hinter dem Schweizer Silvan Dillier den zweiten Rang. Sein erster Saisonerfolg gelang ihm bei der BinckBank Tour, wo er die abschließende Etappe um Geraardsbergen gewann und seinen dritten Platz in der Gesamtwertung fixierte. Im Jahr 2018 fuhr Jasper Stuyven bei den belgischen Kopfstein-Pflasterrennen Omloop Het Nieuwsblad, E3 Harelbeke, Gent–Wevelgem und Dwars door Vlaanderen in die Top 10. Bei der Flandern-Rundfahrt und Paris–Roubaix folgten die Plätze sieben und fünf, ehe er zum zweiten Mal bei der Tour de France an den Start ging. Auf der 14. Etappe setzte sich Jasper Stuyven 32 Kilometer vor dem Ziel von der Ausreißergruppe ab, wurde jedoch im Schlussanstieg der Côte de la Croix Neuve eingeholt und belegte schlussendlich den dritten Etappenrang. Nachdem er erneut eine Etappe der BinckBank Tour gewonnen hatte, folgten am Saisonende Siege bei den Eintagesrennen Grand Prix de Wallonie und Grote Prijs Jef Scherens, sowie Podiumsplatzierungen bei der Brussels Cycling Classic und dem Grand Prix Cycliste de Québec.
Im Jahr 2019 konnte Stuyven nicht an seine früheren Leistungen bei den Frühjahres-Klassikern anschließen. Er gewann jedoch die Gesamtwertung der Deutschland Tour. In der durch die COVID-19-Pandemie beeinflussten Saison des Jahres 2020 setzte er sich beim Omloop Het Nieuwsblad im Zweiersprint vor Yves Lampaert durch und gewann so sein erstes Eintagesrennen der UCI WorldTour.
Sein bislang größter Erfolg gelang Jasper Stuyven zu Beginn des Jahres 2021, als er bei Mailand–Sanremo auf den letzten flachen drei Kilometern angriff und sich knapp vor den Verfolgern ins Ziel rettete. Mit Rang vier verpasste er kurz darauf bei der Flandern-Rundfahrt einen weiteren Podiumsplatz bei einem Monument des Radsports, ehe er bei der Tour de France 2021 Zweiter der 7. Etappe wurde. Bei den Straßenradsport-Weltmeisterschaften, die in seiner Heimat Leuven ausgetragen wurden, musste er sich im Sprint um Platz zwei Dylan van Baarle und Michael Valgren geschlagen geben und verpasste so nur knapp eine Medaille. Zum Saisonabschluss stand er als Dritter auf dem Podium von Paris–Tours.
In den Jahren 2022 und 2023 folgten vereinzelt weitere Top-Platzierungen bei den Frühjahres-Klassikern, wobei er kein Straßenrennen gewinnen konnte. Dafür sicherte er sich im Jahr 2023 den belgischen Meistertitel im Gravel und siegte im Anschluss auch bei den Gravel-Europameisterschaften. Im Jahr 2024 wurde Jasper Stuyven hinter dem Weltmeister Mathieu van der Poel Zweiter der E3 Saxo Classic und galt gemeinsam mit seinem Teamkollegen Mads Pedersen zum Favoritenkreis bei der Flandern-Rundfahrt und bei Paris–Roubaix. Wenige Tage vor den beiden Rennen war er jedoch in einen Massensturz bei Dwars door Vlaanderen involviert und erlitt einen Schlüsselbeinbruch. In der 9. Etappe der Tour de France, die sich auf Schotterwegen rund um Troyes abspielte, attackierte er 12 Kilometer vor dem Ziel aus einer Spitzengruppe heraus, wurde aber auf dem letzten Kilometer noch überholt. Für das olympische Straßenrennen wurde er als Helfer des späteren Siegers Remco Evenepoel nominiert, er selbst kam auf den 21. Platz.

## Erfolge
2009
- Weltmeister – Straßenrennen (Junioren)

2010
- Le Pavé de Roubaix
- eine Etappe Driedaagse van Axel
- eine Etappe 3 Giorni Orobica
- Weltmeisterschaft – Straßenrennen (Junioren)
- Remouchamps-Ferrières-Remouchamps

2013
- Gesamtwertung, Punktewertung, Nachwuchswertung und eine Etappe Volta ao Alentejo
- eine Etappe Tour de Beauce

2015
- eine Etappe Vuelta a España

2016
- Kuurne–Brüssel–Kuurne

2017
- Hammer Sprint Hammer Sportzone Limburg
- eine Etappe BinckBank Tour

2018
- eine Etappe BinckBank Tour
- Grand Prix de Wallonie
- Grote Prijs Jef Scherens

2019
- Gesamtwertung Deutschland Tour

2020
- Omloop Het Nieuwsblad

2021
- Mailand–Sanremo

2023
- Belgischer Meister – Gravel

- Europameister – Gravel

## Wichtige Platzierungen
| Grand Tour            | 2014 | 2015 | 2016 | 2017 | 2018 | 2019 | 2020 | 2021 | 2022 | 2023 | 2024 | 2025 |
| --------------------- | ---- | ---- | ---- | ---- | ---- | ---- | ---- | ---- | ---- | ---- | ---- | ---- |
| Giro d’ItaliaGiro     | –    | –    | –    | 98   | –    | –    | –    | –    | –    | –    | 92   | –    |
| Tour de FranceTour    | –    | –    | 99   | –    | 63   | 43   | 71   | 39   | 80   | 79   | 61   | 62   |
| Vuelta a EspañaVuelta | 88   | DNF  | –    | –    | –    | –    | –    | –    | –    | –    | –    |      |

| Weltmeisterschaft        | 2014 | 2015 | 2016 | 2017 | 2018 | 2019 | 2020 | 2021 | 2022 | 2023 | 2024 | 2025 |
| ------------------------ | ---- | ---- | ---- | ---- | ---- | ---- | ---- | ---- | ---- | ---- | ---- | ---- |
| StraßenrennenStraße      | –    | –    | 24   | 89   | –    | –    | DNF  | 4    | 47   | 6    | DNF  |      |
| EinzelzeitfahrenEZF      | –    | –    | –    | –    | –    | –    | –    | –    | –    | –    | –    |      |
| MannschaftszeitfahrenMZF | 7    | –    | –    | –    | –    | –    | –    | –    | –    | –    | –    |      |

| Monument                 | 2014 | 2015 | 2016 | 2017 | 2018 | 2019 | 2020 | 2021 | 2022 | 2023 | 2024 | 2025 |
| ------------------------ | ---- | ---- | ---- | ---- | ---- | ---- | ---- | ---- | ---- | ---- | ---- | ---- |
| Mailand–Sanremo          | –    | –    | –    | 39   | –    | 79   | –    | 1    | –    | 10   | 8    | 23   |
| Flandern-Rundfahrt       | 61   | 32   | 118  | 51   | 7    | 19   | 26   | 4    | 50   | 26   | –    | 5    |
| Paris–Roubaix            | 55   | 49   | 39   | 4    | 5    | 27   | –    | 25   | 7    | 20   | –    | 95   |
| Lüttich–Bastogne–Lüttich | –    | –    | –    | –    | –    | –    | –    | –    | –    | –    | –    |      |
| Lombardei-Rundfahrt      | –    | –    | –    | –    | –    | –    | –    | –    | –    | –    | –    |      |